# Lasiopogon hinei
Lasiopogon hinei là một loài ruồi trong họ Asilidae. Lasiopogon hinei được Cole & Wilcox miêu tả năm 1938.